# ماوريسيو روزاس
ماوريسيو روزاس (بالإسبانية: Mauricio Rosas)‏ (4 أبريل 1986 في الأوروغواي - ) هو لاعب كرة قدم أوروغواني في مركز الوسط. لعب مع سنترال إسبانيول وديبورتيس أنتوفاغاستا.

## وصلات خارجية
- ماوريسيو روزاس على موقع قاعدة بيانات كرة القدم.إي يو (الإنجليزية)
- ماوريسيو روزاس على موقع Soccerway.com (الإنجليزية)